# Chief information security officer
Een chief information security officer of ook wel central information security officer (CISO) is een functionaris binnen een organisatie die verantwoordelijk is voor het informatiebeveiligingsbeleid. Dit betreft zowel het implementeren van beleid als het toezicht houden op de uitvoering ervan. Ook het definiëren en ontwerpen van de strategie op het gebied van informatiebeveiliging behoort tot het takenpakket.
De CISO heeft een sleutelrol in hoe de organisatie omgaat met cyberrisico's.